# Tumeur bénigne
 (janvier 2023).
Si vous disposez d'ouvrages ou d'articles de référence ou si vous connaissez des sites web de qualité traitant du thème abordé ici, merci de compléter l'article en donnant les références utiles à sa vérifiabilité et en les liant à la section « Notes et références ».

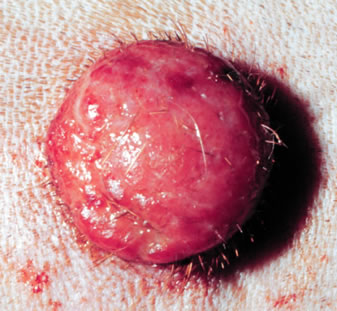
Tumeur bénigne de la peau d'un chien

Une tumeur bénigne est une tumeur sans gravité, c'est-à-dire  ne pouvant donner lieu à des métastases et n'étant pas mortelle, par exemple une verrue. Une telle tumeur  peut très rarement évoluer (0,02%) vers une tumeur maligne, qui peut, elle, être fatale si elle n'est pas traitée. 
Une tumeur bénigne est mortelle dans les cas où son environnement ne laisse pas suffisamment de place à son développement. Exemple : une tumeur bénigne au cerveau.
Les tumeurs bénignes ont une origine probablement dysembryoplasique.

## Exemples
- Adénome
- Angiome
- Fibrome (léiomyome)
- Lipome
- Névrome
- Papillome